# Чернянский сельский совет (Каховский район)
Чернянский сельский совет (укр. Чорнянська сільська рада) — входит в состав
Каховского района
Херсонской области
Украины.
Административный центр сельского совета находится в
селе Чернянка
.

## История
- 1792 — дата образования.

## Населённые пункты совета
- село Чернянка
- село Новокаменка